# Мингоцци, Джоната
Джоната Мингоцци (итал. Gionata Mingozzi; 29 декабря 1984, Равенна — 15 июля 2008, Кампанья-Лупия) — итальянский футболист.

## Биография
Мингоцци начал свою карьеру в родном городе Равенна в одноимённом клубе в 2001 году.
Летом 2005 года Джоната перешёл в «Сампдорию». Его дебют в чемпионате Италии состоялся 26 февраля 2006 года в матче против «Сиены». В сезоне 2007/07 Мингоцци был отдан в аренду «Лечче». После окончания аренды Мингоцци перешёл в клуб серии Б «Тревизо», в составе «Тревизо» Джионата провёл 17 матчей.
15 июля 2008 года Джоната Мингоцци погиб в автокатастрофе в городе Кампанья-Лупия, его автомобиль Порше врезался в грузовик.